# Frederick Giermann
Frederick Giermann, né le 3 juin 1902 à Brunswick, mort le 6 février 1985 dans l'État de Washington, est un acteur allemand du cinéma américain. Il est surtout connu pour avoir interprété des ennemis allemands pendant la Seconde Guerre mondiale.

## Filmographie partielle
- 1939 : Les Aveux d'un espion nazi (Confessions of a Nazi Spy) d'Anatole Litvak
- 1941 : Sergent York (Sergeant York) de Howard Hawks
- 1941 : Un Yankee dans la RAF (A Yank in the R.A.F.) de Henry King
- 1942 : Sabotage à Berlin (Desperate Journey) de Raoul Walsh
- 1942 : Lune de miel mouvementée (Once Upon a Honeymoon) de Leo McCarey
- 1943 : L'Ange des ténèbres (Edge of Darkness) de Lewis Milestone
- 1943 : Convoi vers la Russie (Action in the North Atlantic) de Lloyd Bacon
- 1943 : The Strange Death of Adolf Hitler de James P. Hogan :
- 1943 : Les Cinq Secrets du désert (Five Graves to Cairo) de Billy Wilder
- 1943 : Un espion a disparu (Above Suspicion) de Richard Thorpe
- 1943 : Intrigues en Orient (Background to Danger) de Raoul Walsh
- 1944 : La Septième Croix (The Seventh Cross) de Fred Zinnemann
- 1946 : Une nuit à Casablanca (A Night in Casablanca) d'Archie Mayo
- 1946 : Cape et Poignard (Cloak and Dagger) de Fritz Lang
- 1947 : Les Anneaux d'or (Golden Earrings) de Mitchell Leisen